# Yusuf Kamil Pascià
Yusuf Kamil Pascià (Arapgir, 1808 – Istanbul, 1876) è stato un politico ottomano.
Fu un Grand Visir dell'Impero Ottomano dal 5 gennaio 1863 al 1º giugno 1863 durante il regno di Abdul Aziz.